# Australian Juniors
Das Australian Juniors (auch Australian Junior International genannt) ist im Badminton die offene internationale Meisterschaft von Australien für Junioren und damit das bedeutendste internationale Juniorenturnier in Australien. Austragungen sind seit 2008 dokumentiert.

## Die Sieger
| Saison    | Herreneinzel      | Dameneinzel                | Herrendoppel                      | Damendoppel                              | Mixed                              |
| --------- | ----------------- | -------------------------- | --------------------------------- | ---------------------------------------- | ---------------------------------- |
| 2008      | James Eunson      | Jessica Jonggowisastro     | James Eunson Ethan Haggo          | Emily Ang Kritteka Gregory               | Samuel Ho Leanne Choo              |
| 2009      | nicht ausgetragen | nicht ausgetragen          | nicht ausgetragen                 | nicht ausgetragen                        | nicht ausgetragen                  |
| 2010      | Luke Charlesworth | Wendy Chen                 | Sawan Serasinghe Bryan Tang       | Christina Chan Wendy Chen                | Luke Charlesworth Mary O’Connor    |
| 2011      | Terry Hee         | Malvinne Ann Venice Alcala | Terry Hee Leslie Teng             | Jacqueline Guan Gronya Somerville        | Terry Hee Joline Chua              |
| 2012      | nicht ausgetragen | nicht ausgetragen          | nicht ausgetragen                 | nicht ausgetragen                        | nicht ausgetragen                  |
| 2013      | Andrew Susanto    | Alice Wu                   | Buwenaka Goonethileka Sachin Dias | Natasha Sharp Gronya Somerville          | Luis Ramón Garrido Haramara Gaitan |
| 2014      | Daniel Guda       | Mitzi Abigail Purnama      | Anthony Joe Simon Leung           | Jennifer Tam Alice Wu                    | Daniel Guda Alice Wu               |
| 2015      | Kenya Mitsuhashi  | Joy Lai                    | Kenya Mitsuhashi Koki Watanabe    | Eleanor Christine Inlayo Alyssa Leonardo | Alvin Morada Alyssa Leonardo       |
| 2016      | Lee Chia-hao      | Joy Lai                    | Lee Chia-hao Hu Chuan-en          | Joy Lai Tiffany Ho                       | Dacmen Vong Erena Calder-Hawkins   |
| 2017      | Lee Chia-hao      | Huang Yin-hsuan            | Su Li-wei Ye Hong-wei             | Li Zi-qing Teng Chun-hsun                | Ye Hong-wei Teng Chun-hsun         |
| 2018      | Oscar Guo         | Angela Yu                  | Teoh Kai Chen Dacmen Vong         | Maggie Chan Jodee Vega                   | Adam Jeffrey Roanne Apalisok       |
| 2019      | Rio Agustino      | Lee Yu-hsuan               | Cheng Kai-wen Chen Zhi-ray        | Lee Yu-hsuan Liao Tzu-yi                 | Ryan Venpin Kaitlyn Ea             |
| 2020 2025 | nicht ausgetragen | nicht ausgetragen          | nicht ausgetragen                 | nicht ausgetragen                        | nicht ausgetragen                  |